# Creu d'en Boquet
La Creu d'en Boquet o Creu de Can Boquet és un coll de muntanya i de 378 metres que uneix els turons d'en Roure i de Pedrells al municipi de Vilassar de Dalt, a la comarca del Maresme.
Senyalitza una cruïlla de camins on, a més del Pi de la Creu de Can Boquet, hi ha un punt d'informació del Parc de la Serralada Litoral. El dolmen de la Roca d'en Toni es troba a prop.